# 1500年—1599年條約列表
以下是1500年－1599年國際上的條約、歷史協議、和約、敕令、公約等等的年表：

## 1500年－1599年
| 年份   | 名稱                        | 概要 |
| ------ | --------------------------- | --- |
| 1500年 | 格拉納達和約                | 國王斐迪南二世同意支持法國對那不勒斯王國的所有權。                                                                           |
| 1501年 | Treaty of Trente            | 奧地利承認法國對意大利北部的所有佔領。                                                                                       |
| 1502年 | 永久和約                    | 結束了英格蘭與蘇格蘭的戰鬥；1513年廢除。                                                                                     |
| 1504年 | Treaty of Blois             | 暫時停止了意大利戰爭。 |
| 1504年 | 里昂條約                    | 路易十二將那不勒斯割讓給Ferdinand II of Aragon。                                                                             |
| 1511年 | 西敏盟約                    | 亨利八世與斐迪南二世共同對抗法蘭西的盟約。                                                                                   |
| 1516年 | Peace of Noyon              | 法蘭西與西班牙瓜分了意大利。                                                                                                 |
| 1517年 | 魯昂盟約                    | 意圖重建老同盟。 |
| 1518年 | 倫敦條約                    | 法蘭西、英格蘭、羅馬神聖帝國、教廷、西班牙、勃艮第及荷蘭之間建立互不侵犯公約。                                               |
| 1522年 | 溫莎協議                    | 查理五世與亨利八世簽訂；它主要的條款是侵略法蘭西。                                                                           |
| 1524年 | Treaty of Malmö             | 結束了Swedish War of Liberation。                                                                                            |
| 1526年 | Treaty of Hampton Court     | 締結了法蘭西與英格蘭的和平。                                                                                                 |
| 1526年 | 馬德里條約                    | 暫時結束了法蘭西在意大利的利益。                                                                                             |
| 1527年 | 西敏聯盟                    | 亨利八世與弗朗索瓦一世聯盟，以對付西班牙國王查理五世。                                                                       |
| 1528年 | Treaty of Gorinchem         | 查理五世與Guelders查理公爵的協議。                                                                                           |
| 1529年 | 康佈雷和約                  | 亦稱為Paix des Dames（女士們的和平）。                                                                                       |
| 1529年 | 萨拉戈萨条约                | Specifies the anti-meridian line of demarcation between Spanish and Portuguese imperial territories.                         |
| 1534年 | Treaty of Bassein           | 古吉拉特Bahadur蘇丹割讓了孟買群島及其他疆土給葡萄牙帝國。                                                                    |
| 1538年 | Treaty of Nagyvárad         | 承認John Zápolya為匈牙利國王而神聖羅馬帝國的斐迪南一世仍保留匈奴王國的西部。                                                 |
| 1543年 | 格林尼治協議                | 包括兩份企圖統一英格蘭王國及蘇格蘭王國的協議。                                                                               |
| 1543年 | Treaty of Venlo             | Jülich-Cleves-Berg的Duke Wilhelm將海尔勒領土及聚特芬割讓給查理五世。                                                         |
| 1544年 | 施派爾協議                  | 締結丹麥與神聖羅馬帝國之間的和平。                                                                                           |
| 1544年 | Treaty of Crépy             | 查理五世放棄了勃艮第公國的所有權而弗朗索瓦一世則交出那不勒斯王國的所有權。                                                   |
| 1551年 | Treaty of Weissenburg       | 宣佈Archduke Ferdinand of Austria為匈牙利及外凡尼亞的國王。                                                                  |
| 1552年 | 帕紹和約                    | 查理五世向清教徒保證了信義宗教徒的宗教自由。                                                                                 |
| 1552年 | Treaty of Chambord          | Maurice of Saxony將图勒（Toul）、凡尔登（Verdun）和梅斯割讓給亨利二世。                                                      |
| 1555年 | 奧格斯堡和約                | 查理五世與Schmalkaldic League勢力簽訂。                                                                                      |
| 1556年 | Treaty of Vaucelles         | 亨利一世將法蘭琪-康堤割讓給腓力二世。                                                                                        |
| 1559年 | Peace of Cateau Cambrésis   | 結束了義大利戰爭。 |
| 1560年 | 愛丁堡條約                  | 企圖終止老同盟。 |
| 1562年 | Edict of Saint-Germain      | 承認法國清教徒的存在和保證他們有善惡觀念與私人崇拜的自由。                                                                   |
| 1562年 | Treaty of Hampton Court     | 建立伊莉莎白一世和雨格諾派領袖路易一世在軍事與經濟上的約束。                                                                 |
| 1563年 | 安布魯瓦敕令                | 結束了法國宗教戰爭的第一階段。                                                                                               |
| 1568年 | 隆朱莫和約                  | 結束了法國宗教戰爭的第二階段；確認了安布魯瓦敕令；在1568年8月終止。                                                          |
| 1569年 | 盧布林聯盟                  | 聯合了波蘭王國和立陶宛大公國為單一國家──波蘭立陶宛聯邦。                                                                     |
| 1570年 | Treaty of Stettin           | 結束了Northern Seven Years' War。                                                                                            |
| 1570年 | 聖日耳曼敕令                | 結束了法國宗教戰爭的第三階段。                                                                                               |
| 1572年 | 布盧瓦協議                  | 英女王伊莉莎白一世與法國凱瑟琳·德·美第奇建立聯盟對付西班牙。                                                                 |
| 1573年 | 布羅尼敕令                  | 結束了法國宗教戰爭的第四階段；給予雨格諾信徒在La Rochelle、Montauban和尼姆進行禮拜儀式的權利。                               |
| 1576年 | Edict of Beaulieu           | 結束了法國宗教戰爭的第五階段；亨利三世給予雨格諾信徒公開進行禮拜儀式的權利。                                                 |
| 1576年 | 根特议和                    | 荷蘭各省聯盟對抗西班牙人。                                                                                                   |
| 1577年 | 貝爾熱拉克和約              | 結束了法國宗教戰爭的第六階段；雨格諾信徒 can practice their faith only in the suburbs of one town in each judicial district. |
| 1577年 | 永久敕令                    | 規定西班牙軍隊調離荷蘭；贊成根特和約。                                                                                       |
| 1579年 | 阿拉斯联盟                  | 南尼德蘭南部國土向西班牙表示效忠。                                                                                           |
| 1579年 | 烏得勒支同盟                | 統一了荷蘭北部譇邦。 |
| 1580年 | Treaty of Fleix             | 結束了法國宗教戰爭的第七階段；承認之前給予雨格諾信徒基本宗教權利的條約。                                                     |
| 1580年 | Treaty of Plessis-les-Tours | François, Duke of Anjou成為Dutch Republic的元首。                                                                            |
| 1582年 | Peace of Jam Zapolski       | 結束了波斯灣與莫斯科大公之間的利沃尼亞戰爭。                                                                                 |
| 1583年 | Treaty of Plussa            | 俄羅斯與瑞典的休戰協定；結束了利沃尼亞戰爭（1558–1583）。                                                                    |
| 1584年 | Treaty of Joinville         | 法國天主教同盟與西班牙哈布斯堡王朝組成了一個天主教聯盟，以對抗伊莉莎白一世等的清教徒勢力。                                   |
| 1585年 | Treaty of Nemours           | 撤回之前對雨格諾信徒的讓步；唆使War of the Three Henries。                                                                   |
| 1585年 | 楠萨奇条约                  | 英格蘭在八十年戰爭協助荷蘭。                                                                                                 |
| 1586年 | Treaty of Berwick           | 伊莉莎白一世與詹姆士一世友好關係的協議。                                                                                     |
| 1595年 | 特乌西纳和约                | 結束了俄瑞战争 (1590年-1595年)。                                                                                             |
| 1598年 | Peace of Vervins            | 西班牙人撤出法國領土。 |
| 1598年 | 南特敕令                    | 亨利四世給予法國──一個實質上仍被認定為天主教國家──的清教徒（或雨格諾信徒）重要的權利。                                       |

## 腳注
1. ↑  亦稱為Treaty of Várad.
2. ↑  亦稱為Treaty of Karlsburg.
3. ↑  亦稱為Edict of January.
4. ↑  亦稱為隆朱莫條約或隆朱莫敕令。
5. ↑  亦稱為Edict of Beaulieu-les-Loches or the Peace of Monsieur.
6. ↑  亦稱為普瓦捷敕令。
7. ↑  亦稱為Perpetual Edict.
8. ↑  亦稱為Edict of Fleix and the Peace of Fleix.
9. ↑  在俄羅斯亦稱為Treaty of Tyavzino或Eternal Peace with Sweden。

## 參閱條目
- 條約列表
- 戰爭列表